# U-759
| U-759                      | U-759                                                          | U-759                                                          |
| -------------------------- | -------------------------------------------------------------- | -------------------------------------------------------------- |
|                            |                                                                |                                                                |
|                            |                                                                |                                                                |
|                            |                                                                |                                                                |
| Під прапором               | Третій рейх                                                    | Третій рейх                                                    |
| Спуск на воду              | 30 травня 1942 року                                            | 30 травня 1942 року                                            |
| Виведений зі складу флоту  | 15 липня 1943 року                                             | 15 липня 1943 року                                             |
| Сучасний статус            | затоплений                                                     | затоплений                                                     |
| Проєкт                     |                                                                |                                                                |
| Тип ПЧ                     | Торпедний ДПЧ                                                  | Торпедний ДПЧ                                                  |
| Основні характеристики     |                                                                |                                                                |
| Швидкість (надводна)       | 17,7 вузлів                                                    | 17,7 вузлів                                                    |
| Швидкість (підводна)       | 7,6 вузлів                                                     | 7,6 вузлів                                                     |
| Робоча глибина занурення   | 100 м                                                          | 100 м                                                          |
| Гранична глибина занурення | 220 м                                                          | 220 м                                                          |
| Екіпаж                     | 47 осіб                                                        | 47 осіб                                                        |
| Розміри                    |                                                                |                                                                |
| Довжина найбільша (по КВЛ) | 67,1 м                                                         | 67,1 м                                                         |
| Ширина корпусу найб.       | 6,2 м                                                          | 6,2 м                                                          |
| Висота                     | 9,6 м                                                          | 9,6 м                                                          |
| Середня осадка (по КВЛ)    | 4,70 м                                                         | 4,70 м                                                         |
| Водотоннажність надводна   | 769 т                                                          | 769 т                                                          |
| Озброєння                  |                                                                |                                                                |
| Артилерія                  | одна палубна гармата калібру 88-мм, одна 20-мм зенітна гармата | одна палубна гармата калібру 88-мм, одна 20-мм зенітна гармата |
| Торпедно- мінне озброєння  | 4 носових і один кормовий ТА. 14 торпед або 26 мін             | 4 носових і один кормовий ТА. 14 торпед або 26 мін             |

U-759 — німецький підводний човен типу VIIC, часів  Другої світової війни.
Замовлення на будівництво човна було віддане 9 жовтня 1939 року. Човен був закладений на верфі суднобудівної компанії «Kriegsmarinewerft» у місті Вільгельмсгафен 15 листопада 1940 року під заводським номером 142, спущений на воду 30 травня 1942 року, 15 серпня 1942 року увійшов до складу 5-ї флотилії. Також за час служби входив до складу 9-ї флотилії. Єдиним командиром човна був капітан-лейтенант Рудольф Фрідріх.
Човен зробив 2 бойових походи, в яких потопив 2 судна (загальна водотоннажність 12 764 брт).
Потоплений 15 липня 1943 року в Карибському морі південніше Гаїті (15°58′ пн. ш. 73°44′ зх. д. / 15.967° пн. ш. 73.733° зх. д.) глибинними бомбами американського летючого човна «Марінер». Всі 47 членів екіпажу загинули.

## Потоплені та пошкоджені кораблі[3]
| Назва          | Тип           | Належність | Дата         | Тоннаж (БРТ) | Вантаж                                                | Статус    | Місце                                                       |
| Maltran        | торгове судно | США        | 5 липня 1943 | 3 513        | 3 200 т генеральних вантажів                          | потоплено | 18°11′ пн. ш. 74°57′ зх. д. / 18.183° пн. ш. 74.950° зх. д. |
| Poelau Roebiah | торгове судно | Нідерланди | 6 липня 1943 | 9 251        | 8 100 т марганцевої руди та 100 т мідного концентрату | потоплено | 17°56′ пн. ш. 75°57′ зх. д. / 17.933° пн. ш. 75.950° зх. д. |